# Cathorops dasycephalus
Cathorops dasycephalus es una especie de pez de la familia Ariidae en el orden de los Siluriformes.

## Morfología
• Los machos pueden llegar alcanzar los 29 cm de longitud total.

## Distribución geográfica
Se encuentra en la vertiente del pacífico de Centroamérica.